# Blato (Dubrovnik-Neretva)
Pour les articles homonymes, voir Blato.
Blato est un village et une municipalité située sur l'île de Korčula, dans le comitat de Dubrovnik-Neretva, en Croatie. Au recensement de 2001, la municipalité comptait 3 680 habitants, dont 98,42 % de Croates et le village seul comptait 3 659 habitants. On y arrive par la route depuis Smokvica à travers les paysages forestiers du centre de l'île. L'agglomération est construite comme un amphithéâtre sur les quelques collines entourant une vallée centrale. Au centre se trouve une longue allée bordée de tilleuls, dénommée Zlinja et le long de laquelle furent récemment construits divers bâtiments publics : école, hôtel, banques, commerces, mairie, dispensaire, etc.

## Localités
La municipalité de Blato compte 2 localités : Blato et Potima.

## Personnalité
- Louis Adamić, journaliste et écrivain